# Fosfato de tris
El fosfato de tris es un retardante de ignición, cuyo nombre químico es fosfato de tris(2,3-dibromopropilo). Es un producto químico rigurosamente restringido en todas sus formulaciones y usos por ser dañino para la salud humana. 

## Resumen de la medida de prohibición
El fosfato de tris está prohibido para el uso en artículos textiles, por ejemplo ropa, ropas interiores y ropa de cama, que están en contacto con la piel, según la ley sobre interdicciones y restricciones en la comercialización y en el uso de ciertas sustancias peligrosas.
El fosfato de tris está designado como producto químico PIC. 
Se permite la tenencia y el uso del producto químico para la investigación de laboratorio en cantidades inferiores a 10 kg.

## Peligros y riesgos conocidos respecto a la salud humana
La sustancia química es considerada como posible cancerígeno para todos los seres humanos. La absorción a través la piel es la vía principal para entrar en el cuerpo y debe por lo tanto evitarse.